# Полуэктов, Александр Гаврилович
Александр Гаврилович Полуэктов   (1852, Владимир (город, Россия) – 1893, Москва), духовный композитор.

## Биография
Родился в 1852 г. в г. Владимире. В 1860-х гг. пел в архиерейской капелле во Владимире. Окончил Синодальное училище церковного пения, а затем в 1874 г. - Московскую консерваторию. Ученик Д.В. Разумовского. Преподавал элементарную теорию музыки в Синодальном училище церковного пения. В 1882–1893 гг. – преподаватель церковного пения в Императорском лицее цесаревича Николая, в 1885–1893 гг. – регент лицейского хора. Жил на улице Бол. Молчановка, д. 92/84 (не сохр.). Умер в 1893 г. и похоронен на Ваганьковском кладбище; могила утрачена.

## Произведения
- «Великое славословие»
- «Мати убо позналася еси…»
- «Милость мира. Тебе поем»
- «Ныне отпущаеши»
- подобен «Дал еси знамение…»
- «Помилуй мя, Боже»
- «Предначинательный псалом»
- «Хвалите Господа»
- «Херувимская»
- «Царю небесный»